# Pasaia (stacja kolejowa)
Pasaia (hiszp: Estación de Pasajes, bask: Pasaiako geltokia) – stacja kolejowa w Pasaia, w prowincji Guipúzcoa, we wspólnocie autonomicznej Kraj Basków, w Hiszpanii. Jest obsługiwany przez pociągi linii C-1 Cercanías San Sebastián.

## Położenie stacji
Znajduje się na 627,932 km linii Madryt – Hendaye rozstawu normalnotorowego, na wysokości 4 m n.p.m.. Linia jest dwutorowa i zelektryfikowana.

## Historia
Stacja została otwarta w dniu 20 sierpnia 1863 wraz z odcinkiem Beasain-San Sebastián linii Madryt-Hendaye. Linię wybudowała Compañía de los Caminos de Hierro del Norte de España. Spółka zarządzała linią do 1941 roku kiedy nastąpiła nacjonalizacja kolei w Hiszpanii i włączono ją do nowo utworzonego RENFE.
Od 31 grudnia 2004 infrastrukturą kolejową zarządza Adif.

## Linie kolejowe
- Madryt – Hendaye